# Sericolea
Sericolea é um género botânico pertencente à família Elaeocarpaceae.
1. ↑  «Sericolea — World Flora Online». www.worldfloraonline.org. Consultado em 19 de agosto de 2020